# Kensukes kongerige
Kensukes kongerige (engelsk originaltitel: Kensuke's Kingdom) er en britisk animationsfilm fra 2023, der er instrueret af Neil Boyle og Kirk Hendry. Det er en moderne Robinson Crusoe-historie om drengen Michael, der under en storm strander på en tilsyneladende øde ø, hvor han dog snart møder den mystiske japanske eneboer Kensuke. Filmen er baseret på bogen af samme navn af forfatteren Michael Morpurgo.

## Handling
Historien er en slags nyfortolkning af historien om Robinson Crusoe. 10-12-årige Michael sejler sammen med sine forældre, storesøsteren Becky og hunden Stella (som han holder skjult i starten) afsted på en årelang sejltur. Under en voldsom storm falder Michael og Stella over bord. De vågner op på en solbeskinnet, øde ø midt ude i Stillehavet. Men Michael opdager snart, at de ikke er øens eneste beboere, da han møder den mystiske japanske eneboer Kensuke, der har levet på øen i al hemmelighed siden Anden Verdenskrig. Kensuke viser Michael øens mange vidundere og en gruppe vilde orangutanger, som Kensuke har dannet et særligt bånd med. Kensuke og Michael bliver venner, og da farlige indtrængere truer ø-paradiset, må de stå sammen for at forsvare Kensukes hemmelige verden.

## Stemmer
- Simon Sears
- Natalie Madueño
- Silas Santin
- Ken Watanabe
- Frederikke Malou Guldbæk Glad

## Modtagelse
I Kristeligt Dagblad fik filmen fire stjerner ud af seks med kommentaren, at filmens naturbegejstring, fortællingens meditative ro og det smukke og nænsomme billedsprog mindede om klassiske japanske animationsfilm som Hayao Miyazakis Min nabo Totoro og Kiki - den lille heks. Filmmagasinet Ekko gav også filmen fire stjerner og skrev, at den efterlod tilskueren vemodig, da det var en grundlæggende nedslående film, som ikke var særlig børnevenlig, selvom den var blevet vist på børnefestivaler som Buster. Politiken gav tilsvarende fire hjerter. Anmelderen Kim Skotte mente, at tegnefilmen holdt et flot niveau, og at det var befriende med en tegnefilm, hvor dyrene ikke blev gjort til mennesker i forklædning, og at opleve en ambitiøs europæisk tegnefilm, der ikke pr. automatik gik efter tempo, action og sjove falde-på-halen-dyr.